# Осредек-при-Тршкі Горі
Осредек-при-Тршкі Горі (словен. Osredek pri Trški Gori) — поселення в общині Кршко, Споднєпосавський регіон, Словенія. Висота над рівнем моря: 352,4 м.